# Discovery Channel
Discovery Channel ist der Name einer ursprünglich US-amerikanischen, inzwischen weltweit ausgestrahlten Fernsehsenderfamilie, deren Programme sich ausschließlich Dokumentationen widmen.
Discovery Channel gehört zur internationalen Warner Bros. Discovery. Inzwischen wird Discovery Channel in 155 Ländern in 33 Sprachen ausgestrahlt.

## Entstehung
Der Discovery Channel wurde am 17. Juni 1985 von John Hendricks gegründet. Schon drei Jahre später besaß der Sender 32,1 Millionen Abonnenten. In den folgenden Jahren entwickelte sich der Sender weiter und wird seitdem in immer mehr Ländern ausgestrahlt. Während in den Anfangsjahren ein zeitweiliges Programm ausgestrahlt wurde, sendet der Discovery Channel heute rund um die Uhr, sowohl über Satellit und Kabelfernsehen als auch über IPTV.
Am 30. November 2012 startete ein HD-Ableger in Simulcast auf der Plattform von Sky Deutschland. Dort ersetzte dieser den bisherigen Sender Discovery HD, der ein anderes Programmfenster als der Discovery Channel gezeigt hatte. Seit November 2015 ist der Discovery Channel über Sky nur noch über DVB-S2 zu empfangen.
Am 2. April 2019 gab Discovery Inc. bekannt, dass der Discovery Channel global ein neues Logo und ein neues On-Air-Design erhält.

## Programm
Das Programm, das weltweit in vielen Ländern im Bezahlfernsehen und Free-TV ausgestrahlt wird, ist meistens auf den jeweiligen Markt ausgerichtet, doch werden vor allem Produktionen aus den USA gezeigt.

## Discovery Channel Deutschland
Seit dem 27. August 1996 ist der Discovery Channel in Deutschland auf Sendung, zunächst über die Fernsehplattform von DF1. Nach der Fusion von DF1 mit Premiere zu Premiere World im Jahre 1999 blieb der Kanal im Programmangebot enthalten und sendet bis heute. Der Sender besitzt derzeit über zwei Millionen Abonnenten in Deutschland. Neben dem Fernsehprogramm ist der Discovery Channel seit Juli 1995 auch im Internet präsent, seit 28. Juli 1996 auch in deutscher Sprache.
Bis zur Insolvenz der Kirch Media bzw. Kirch Pay-TV im Frühjahr 2002 war der Discovery Channel ein Gemeinschaftsunternehmen von Discovery Communications, Inc. und der Kirch Pay-TV. Beide Unternehmen hielten 50 Prozent der Anteile am deutschsprachigen Discovery Network. Seit 2003 ist der Discovery Channel wieder im vollständigen Besitz der Discovery Communications Deutschland. Firmensitz ist München. Die Ausstrahlung des deutschen Discovery Channels erfolgt vom APS Playout-Center in Unterföhring. Betrieben wird der Discovery Channel in Deutschland von der Discovery Communications Deutschland GmbH in München. Der Discovery Channel arbeitet mit verschiedenen anderen Unternehmen zusammen, wie zum Beispiel dem ZDF oder auch dem 2006 geschlossenen Discovery Channel IMAX Berlin.
Jeden Monat gibt es auf dem Discovery Channel rund 30 Erstausstrahlungen. Außerdem veranstaltet der Discovery Channel monatlich mindestens eine Themenwoche oder ein Themenwochenende. Dort befasst sich der Sender in etwas größerem Umfang mit einem speziellen Thema. Die meisten ausgestrahlten Sendungen dauern nicht länger als 55 Minuten.

## Discovery Channel HD
Bis zum 30. November 2012 wurde ein HD-Ableger unter dem Namen Discovery HD ausgestrahlt. Das 24-stündige deutschsprachige Programm zeigte Discovery-Produktionen in hochauflösender Bildqualität und Digitalton. In den Morgenstunden des 30. November 2012 wurde dieser wie zuvor angekündigt eingestellt und auf dem gleichen Sendeplatz durch die Simulcast-Version von Discovery Channel in HD ersetzt. Das Programm ist Bestandteil des Sky Entertainment Pakets.

## Kritik
Dem Discovery Channel wird gelegentlich vorgeworfen, in einigen Sendungen den Unterhaltungswert und damit die Quoten auf Kosten des Bildungseffektes zu erhöhen. Dazu schrieb beispielsweise Virginia Heffernan von der New York Times:

„Watching these guys … make their runs, it’s hard not to share in their cold, fatigue and horrible highway hypnosis, that existential recognition behind the wheel late at night that the pull of sleep and the pull of death are one and the same. … [I]t gets right exactly what Deadliest Catch got right, namely that the leave-nothing-but-your-footprints, green kind of eco-travelers are too mellow and conscientious to be interesting to watch. Instead, the burly, bearded, swearing men who blow methyl hydrate into their own transmissions and welcome storms as breaks from boredom … are much better television.“

## Discovery Channel Pro Cycling Team
Das Unternehmen war Hauptsponsor der Radsportmannschaft Discovery Channel Pro Cycling Team um Lance Armstrong.